# Покровский, Никита Евгеньевич
Ники́та Евге́ньевич Покро́вский (род. 4 марта 1951, Москва, СССР) — советский и российский социолог и философ, специалист в области истории американской социологии и социальной философии. Кандидат философских наук, доктор социологических наук.
Заведующий кафедрой общей социологии и ординарный профессор Национального исследовательского университета «Высшая школа экономики»; главный научный сотрудник Института социологии РАН (ФНИСЦ РАН); президент Сообщества профессиональных социологов. Эксперт Российской Академии наук (2016). Один из сторонников популяризации социологии в России как широкой программы повышения социологической культуры общества, социологического просвещения. В 2013 году занял 6-ю строку в рейтинге социологов России.

## Биография
Родился 4 марта 1951 года в Москве. В 1973 году окончил с отличием философский факультет МГУ имени М. В. Ломоносова. 
В 1977 году защитил диссертацию на соискание учёной степени кандидата философских наук по теме «Философское мировоззрение Генри Торо» (специальность 09.00.03 — история философии) на кафедре истории зарубежной философии философского факультета МГУ, где продолжил работать до 1986 года. 
В 1980—1986 годах был консультантом (редактором) отдела культуры, заведующим отделом критики и помощником главного редактора журнала ЦК КПСС «Коммунист». 
В 1986 году перешёл на кафедру истории и теории социологии социологического факультета МГУ, где оставался до 2003 года. Там же Н. Е. Покровский в 1996 году защитил диссертацию на соискание учёной степени доктора социологических наук по теме «Одиночество и аномия: Философские и теоретико-социологические аспекты» (специальность 22.00.01 — теория, методология и история социологии). 
С 1999 года и по настоящее время является заведующим кафедрой общей социологии Национального исследовательского университета «Высшая школа экономики». С 2004 года является главным научным сотрудником и руководителем исследовательской группы Института социологии РАН (ФНИСЦ РАН), президентом Сообщества профессиональных социологов, первым федеральным вице-президентом Российского общества социологов. 
Главный редактор «Социологического ежегодника» (2009, 2010, 2011, 2012, 2013—2014, 2015—2016, 2016—2017, 2018—2019) (НИУ ВШЭ-ИНИОН РАН), член редколлегии (редсовета с 2024) журнала «Социологические исследования» (СОЦИС) (2002 - н/в), редколлегии журнала «Человек» (ИФ РАН), член редакционной коллегии журналов International Sociology и Global Dialogue (2010—2014) — органов Международной социологической ассоциации, член редколлегии журнала Journal of Speculative Philosophy, Penn State University, USA.

## Профессиональные интересы
Философские и социологические взгляды Н. Е. Покровского сформировались под руководством профессора Ю. К. Мельвиля (МГУ), А. Г. Здравомыслова (ИС РАН), Роберта К. Мертона (Колумбийский университет), Эдварда Тирикьяна (Дюкский университет), Петра Штомпки (Ягеллонский университет) и Джорджа Рицера (Университет Мэриленда).
Сферы научных интересов.
- История социальной философии: американский прагматизм, ранняя американская философия XVIII века, американский трансцендентализм.
- Теоретическая социология; история американской социологии и социальной философии; теории глобализации; «клеточная глобализация», социальная теория потребления; визуальная социология; социологическая журналистика; сельские сообщества Ближнего Севера России; социология виртуальной реальности; социология публичной сферы; теория дистанционного образования.

## Научная деятельность
Основная область научных исследований: история американской социальной философии раннего периода, американский трансцендентализм, проблема одиночества в истории философии и теоретической социологии, современная американская социальная теория и социология.
Покровский рассматривает раннюю историю американской философии (пуритане, просветители) как важнейшую предпосылку формирования американского национального сознания. Обосновывает положение о том, что романтическая философия американских трансценденталистов соединяла в себе абсолютизацию индивидуального созерцательного начала в человеке с верой в запредельную духовную силу («сверх-душа»), которая объединяет человека и гармоничный космос. Именно трансценденталисты со всей серьёзностью поставили проблему уединения и одиночества как двух различных модусов существования человека. Философы экзистенциального стиля мышления придали этой категории новое универсальное значение, сделав её наиболее полным выражением «человеческого бытия», что во многом передает структуры сознания XX в. Одиночество столь же вечно и неизбывно, как и само социальное бытие.
Выдвинул социологическую концепцию «клеточной глобализации» (cellular globalization), процесса раскрытия матриц глобализации в клетках общества, в структурах повседневности. В рамках этой концепции исследует виртуальную сферу, связанную с развитием инфокоммуникационных технологий, цифрового телевидения, Интернета, дистантной коммуникации (особенно в области образования). Активно осваивает и развивает дистанционные формы преподавания социологии, связывающие социологические факультета России и зарубежных стран онлайн телемостами.
Н. Е. Покровский является руководителем «Угорского проекта» — междисциплинарного исследования процессов модернизации сельских районов российского Ближнего Севера. Особое внимание уделяется тенденциям ре-колонизации Ближнего Севера выходцами из мегаполисов, представляющими новый средний класс и работающими в режиме удаленного доступа. Это характеризуется в качестве особого варианта дауншифтинга (downshifting), сознательного ухода из кризисного мегаполиса и переселения в экологически комфортные области, «замедления» темпа жизни, упрощения социальных взаимодействий на фоне усложнения креативного содержания профессиональной деятельности в среде коммуникаций.
В рамках проекта был организован ряд экспедиций в Костромскую область., проведены международные конференции (2009, 2010, 2011, 2012, 2013, 2014, 2015—2017) в научном центре Сообщества профессиональных социологов в д. Медведево Мантуровского района Костромской области. В 2014 году там был открыт Сельский университет на Унже.
Работал на конкурсной основе в качестве первого грантополучателя из России в Национальном гуманитарном центре США, Северная Каролина (1989—1990). Фулбрайтовский профессор социологии в Университете Индианы, США (2003). Преподавал на конкурсной основе в качестве профессора «международной глобализации» в Вартбургском колледже, Айова, США (1994). Выступал с лекциями и докладами во многих ведущих университетах США, Германии, Греции, Турции.
Начиная с 1994 года, принимал участие во всех Всемирных конгрессах Международной социологической ассоциации (МСА) (Билефельд, Монреаль, Брисбейн, Дурбан, Гётеборг, Йокогама, Торонто, Мельбурн). Неоднократно возглавлял пленарные и секционные заседания Всемирных социологических конгрессов МСА. Избирался в Программный комитет МСА, с 2006 по 2014 — член Исполнительного комитета МСА, президент 26-го Исследовательского комитета МСА по «Социотехнике — социологической практике» (2023-2027).
С 1978 года — пожизненный член Общества Генри Торо, Конкорд, США.

## Публичная деятельность
Покровский до 2014 года регулярно выступал в качестве эксперта в таких средствах массовой информации, как «Независимая газета», «Известия», «КоммерсантЪ-Деньги», «Финам FM», 3-й Канал ТВ (передача «Право голоса»), «Российская газета», «РИА Новости», «Эхо Москвы» и других. Вел свой видеоблог на информационном сайте InFox.ru, в котором освещал актуальные общественные проблемы с точки зрения профессионального социолога. В 2019—2021 годах организовал и возглавил научные экспедиции студентов-культурологов московских вузов в исторические районы Москвы по исследованию исторической памяти в городе. Программа «Город. Память. Художник. К 100-летию со дня рождения Евгения Куманькова» была поддержана грантами мэра Москвы.

## Награды и премии
- Победитель всесоюзного конкурса научных студенческих работ (1972; тема: «Социальная философия Томаса Джефферсона»)
- Премия Ленинского комсомола (1985) — за цикл работ по критическому анализу идейных течений в молодёжном движении США и по истории американской философии (монография «Генри Торо»);
- Серебряная медаль РАН имени Питирима Сорокина (2009)
- Золотая медаль РАН имени Питирима Сорокина (2009)
- Почётный работник высшего профессионального образования (2011)
- Заслуженный деятель РОС (2012)
- Премия Общества Генри Торо (2014)